# Miroslav Slepička
Miroslav Slepička (Příbram, 10. studenog 1981.) je češki nogometaš koji trenutačno nastupa za FC Goa. Igra na poziciji napadača.

## Klupska karijera
Slepička je profesionalnu karijeru započeo 1999. godine nastupom za Marila Příbram. Na posudbi je u Milín 2001. godine. Od 2002. do 2005. nastupa za Slovan Liberec. Od 2005. nastupao je za prašku Spartu. U siječnju 2009. potpisao je ugovor za zagrebački Dinamo, vrijedan je 1.500.000 eura, a potpisan je na tri i pol godine. Slepička će u Zagrebu zarađivati oko 300.000 eura na godinu.
Slepička je primjer snažnog, agresivnog napadača, koji dobro čuva loptu. Ima jak i precizan udarac, dok je nešto slabiji u igri glavom. 

## Reprezentativna karijera
Nastupao je za mlađe kategorije Češke reprezentacije U20 i U21. U srpnju 2008. godine prvi put je pozvan u seniorsku reprezentaciju, a prvi međunarodni nastup je imao u studenom iste godine protiv Sjeverne Irske u Belfastu.